# Phasia godfreyi
Phasia godfreyi är en tvåvingeart som först beskrevs av Agnieszka Draber-Mońko 1964.
Phasia godfreyi ingår i släktet Phasia och familjen parasitflugor. Artens utbredningsområde är Laos. Inga underarter finns listade i Catalogue of Life.